# ČD Cargo
Die ČD Cargo ist ein tschechisches Eisenbahnverkehrsunternehmen im Schienengüterverkehr. 2024 transportierte ČD Cargo 62,7 Mio. t Güter, davon 60 Mio. t im Inland. 2021 lag die Verkehrsleistung bei 11 Milliarden tkm.

## Geschichte

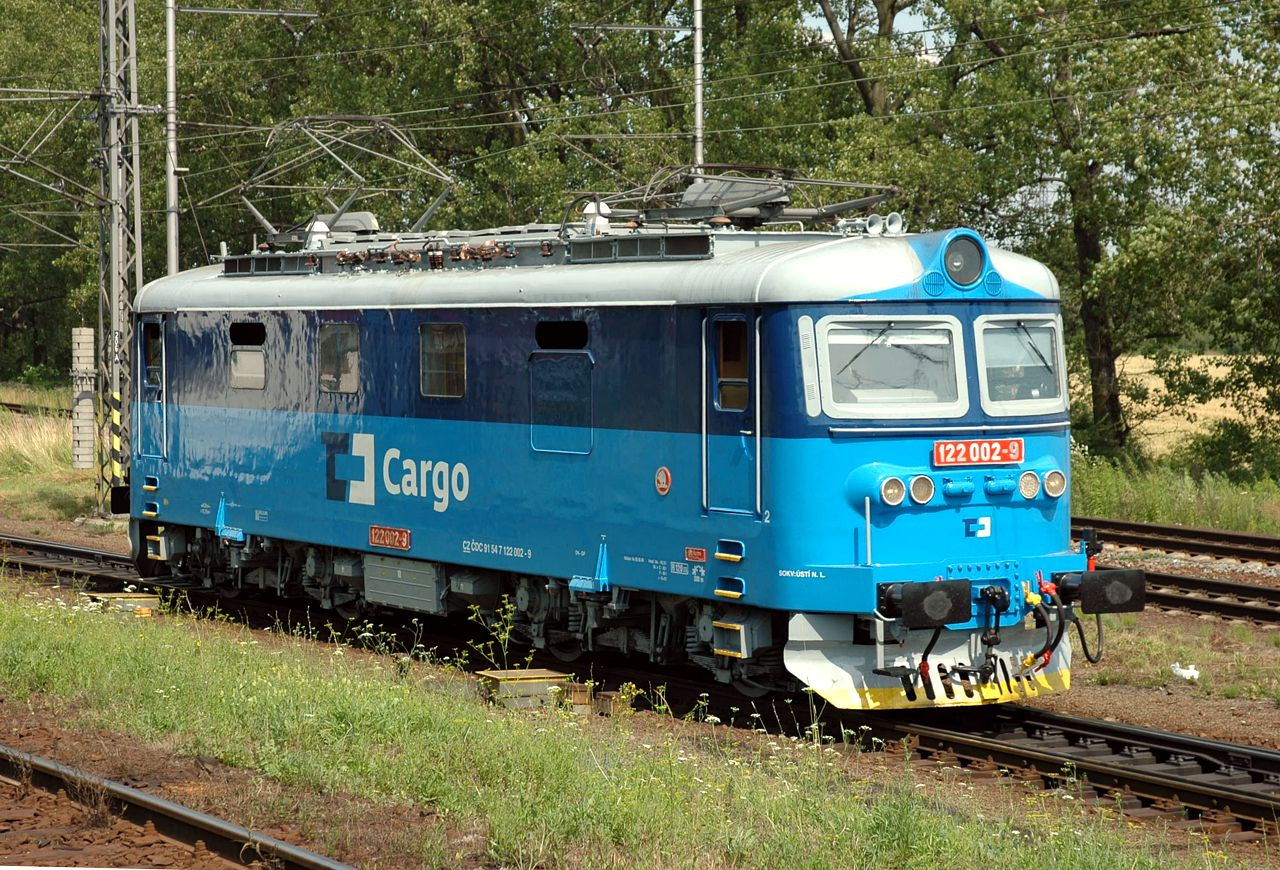
Lokomotive 122.002 der ČD Cargo

Das Unternehmen wurde am 1. Dezember 2007 aus den České dráhy (ČD) herausgelöst und übernahm vom Mutterunternehmen etwa ein Drittel der Lokomotiven (953), alle Güterwagen (34.936) und etwa 12.500 Mitarbeiter.
2015 wurden 66,4 Mio. t Güter transportiert, 2006 waren es noch 89,6 Mio. t. Grund dafür waren der Verlust der Nordseeverkehrs an Metrans sowie der allgemeine Rückgang des Einzelwagenverkehrs. Der Transitverkehr von Metallwaren aus Polen nach Österreich und Italien ging an Rail Cargo Austria verloren.
Kohletransporte machen rund 30 % des Güterverkehrs aus. Fast die Hälfte der Braunkohle ist für die Kraftwerke der ČEZ bestimmt. Die Steinkohle aus dem Revier Ostrava/Karviná (Firma NWR) wird an tschechische Kraftwerke und Stahlwerke in der Slowakei, Tschechien, Polen, Österreich, Deutschland und Ungarn geliefert. Da weitere Kohlekraftwerke in Tschechien abgestellt werden sollen, dürfte das Transportvolumen der ČD Cargo Umfang bis 2027 auf nur noch 40 Mio. t sinken.

## Tochterunternehmen
ČD Cargo besitzt einen Anteil an insgesamt 12 Unternehmen, darunter:
- CD Cargo Germany GmbH, Frankfurt a. M.
- CD Cargo Austria GmbH
- CD Cargo Poland Spółka z o.o., Warschau (2006 als Koleje Czeskie gegründet; Schwerpunkt ist Transport von Massengütern von den polnischen Ostseehäfen)
- ČD Cargo Slovakia, s.r.o., Bratislava
  - CD Cargo Hungary Kft. (seit 2020)
- ČD Cargo Adria d.o.o., Zagreb (Verkehr von und zu den Häfen Rijeka und Ploče)